# Apodanthes caseariae
Apodanthes caseariae är en tvåhjärtbladig växtart som beskrevs av Pierre Antoine Poiteau. Apodanthes caseariae ingår i släktet Apodanthes och familjen Apodanthaceae. Inga underarter finns listade i Catalogue of Life.

## Bildgalleri

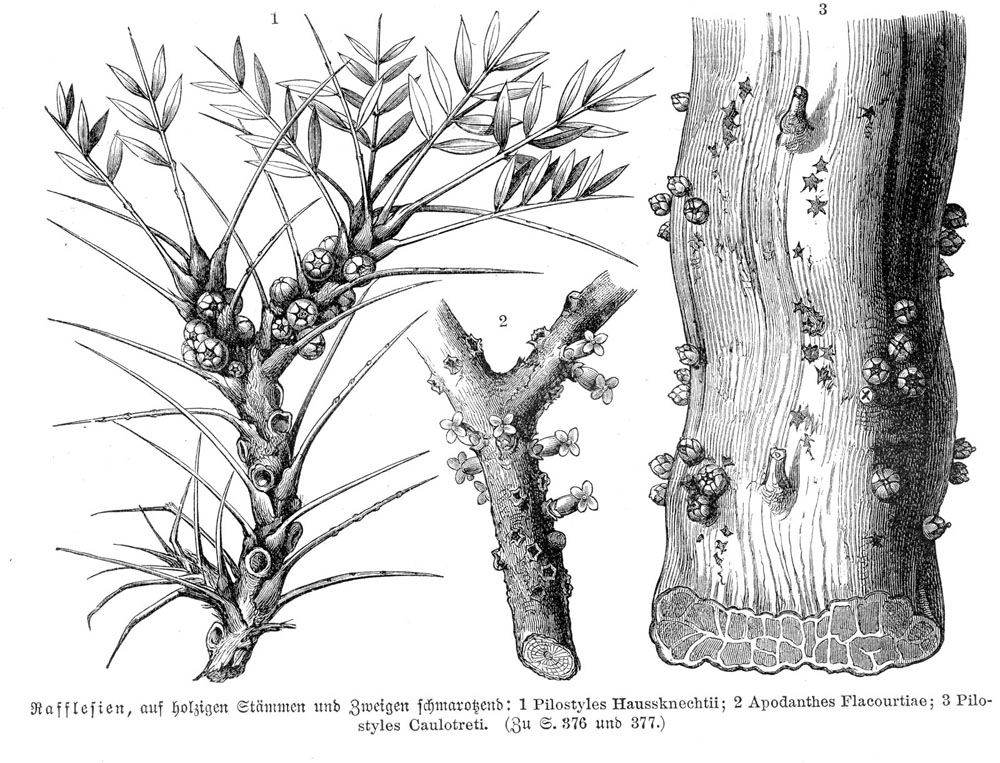